# ناثان غونزاليس
ناثان غونزاليس (بالإنجليزية: Nathan Gonzalez)‏ هو صحفي أمريكي، ولد في 1979.